# Теория доместикации
Теория доместикации, теория доместикации медиа (англ. domestication theory, media domestication theory) — теория в коммуникации и социальных науках, которая выявляет то, каким образом группы людей, а в особенности семьи и домашние хозяйства, «приручают» и присваивают к использованию новые технологические инновации в обществе. Она рассматривает, как человек принимает выбор в использовании технологических нововведений, как его выбор может быть информирован с помощью понятий моральной экономики либо набором ценностей, имеющихся в сообществе, и ограничен ими. Впервые теория была сформулирована Роджером Сильверстоуном и Эриком Хиршем.
В основе теории лежит причинно-следственная связь принятия решений, которые присутствуют в его разных процессах, таких как апроприация, объективация, инкорпорация и конверсия и которые помогают человеку сделать решение и включить ту или иную технологию в свой повседневный быт. Доместикация помогает понять, как ценности и представления сообщества влияют на принятие им технологических нововведений, и выявить, почему члены сообществ выбирают определенные приоритеты, прибегая к использованию определенных технологий.

## Происхождение теории
Положения теории впервые были описаны в книге Роджера Сильверстоуна и Эрика Хирша в упоминаниях об эмпирических исследованиях информационно-коммуникационных технологий. Метафора «доместикации» обращена прежде всего к одомашниванию диких животных, но в названии употреблена для проведения сходства с тем, как человек «приручает» технологические инновации в домашнем хозяйстве. Теория близка к областям антропологии технологий, гендерных исследований о функционировании домашних хозяйств, социологии повседневности и исследований инноваций.
Как пишет социолог Лесли Хаддон, вероятно, что прототипом теории послужили эмпирические исследования 1980-х годов о том, как семьи в качестве членов общества потребления воспринимают технологические продукты и приборы в целом, что ощущает человек при покупке и ежедневном пользовании ими, а также о функциях потребления, потреблении как ритуале и его этике. То, каким образом в домашнем хозяйстве стали использоваться с их внедрением в быт такие технологически инновационные устройства, как игровые приставки, персональные компьютеры и как они вошли в «соревнование» с более традиционными средствами массовой информации, такими как радио и телевидение, в своих работах на конкретных примерах общества потребления в Европе после Сильверстоуна и Хирша отмечали другие исследователи антропологии технологий.

## Основные положения теории
Можно выявить следующие гипотезы, иллюстрирующие процесс доместикации технологических инноваций и медиа человеком:
- Технологии интегрированы в будничную жизнь людей и соответственно пригодны для ежедневных повторяющихся действий или событий (например, использование телевизора и просмотра телевизионных передач в качестве заднего фона для разговоров на кухне или гостиной комнате).
- Пользователь и окружающее его пространство меняются и адаптируются в соответствии с использованием информационно-коммуникационных технологий (например, практически повсеместное расположение персональных компьютеров в кабинетах и личных комнатах показывает, как человек постепенно стал уделять компьютеру все больше внимания, а следовательно, и пространства, в своей жизни).
- Обратная связь, которая относится к использованию технических инноваций и потреблению медиа, идет к производителям и в индустрию, чтобы затем улучшаться и удовлетворять своего пользователя. Это формирует линейки новых, более ориентированных на покупателя поколений товаров и услуг (например, из года в год совершенствующиеся поколения игровых приставок).

### Процессы доместикации
Сильверстоун и Хирш выделяют четыре главных процесса доместикации, характеризующие постепенное «приручение» человеком:
1. Апроприация (присвоение, назначение; англ. appropriation), или то, как организуется внедрение информационно-коммуникационных технологий в дом.
2. Объективация (англ. objectification), или претворение в жизнь восприятия технических приборов и то, как они физически и символически присутствуют в пространстве жилища.
3. Инкорпорация (объединение; англ. incorporation), или то, как использование технологий вписывается в рутинные дела и заботы по дому.
4. Конверсия (ввод в обращение; англ. conversion), или демонстрирование технологий другим, а следовательно, то, что человек дает понять о себе через такие действия.

В поздних работах Сильверстоун также предполагал, что доместикации присущ еще один, пятый процесс, который он назвал «воображением» (англ. imagination). Воображение означает креативный и нестандартный подход к обращению с информационно-коммуникационными технологиями. Этот аспект доместикации акцентировался другими исследователями, которые отмечали высокую роль члена сообщества, способного найти применение в своей социальной группе тем инновациям, которые пришли извне.

### Особенности теории
В отличие от теорий потребления, которые традиционно рассматривают факт использования и получения удовлетворения (англ. gratification) от продукта, теория доместикации фокусируется на общественных отношениях вокруг использования информационно-коммуникационных технологий, анализируя взаимодействия между членами сообществ (к примеру, «войны за пульт от телевизора» в гостиных комнатах между детьми или религиозные и психологические установки амишей, которые формируют в своем сообществе предубеждения против пользования электронными устройствами). В теории также говорится, что гендерное присутствие немаловажно в ходе доместикации, и что определенное развитие таких традиционных медиа, как телевидение и радио, имело корни в том, как женщины в качестве членов домашнего хозяйства принимали участие в их формировании с 1930-х годов.

## Критика
Лесли Хаддон, анализируя влияние теории доместикации Сильверстоуна, отмечает, что она была использована для трактовки феноменов цифровой революции и цифровых барьеров.
Теория также подвергалась критической дискуссии, связанной с использованными в ней терминами моральной экономики, в частности, закреплением важности традиционных социальных норм в домашнем хозяйстве, а также хозяйственных функциях отдельных членов семьи, в которых роль играет пол. Сомнению подвергался большой акцент исследований, сделанный на устройстве и организации домашнего хозяйства, семей и семейств как первостепенный в вопросе «приручения» человеческими сообществами технологий.